# 유관순 (1959년 영화)
"유관순"(Yu Gwan-Sun)은 한국에서 제작된 윤봉춘 감독의 1959년 드라마 영화이다. 도금봉 등이 주연으로 출연하였고 송유천 등이 제작에 참여하였다.

## 출연

### 주연
- 도금봉
- 한은진
- 이해룡

### 조연
- 고설봉
- 윤태병
- 이성진
- 남미랑
- 강양순
- 유춘
- 이선경
- 고선애
- 김수천
- 김희용
- 정철
- 강계식
- 변일영
- 임운학
- 김희갑
- 석귀녀
- 최삼
- 김칠성
- 김양
- 이업동
- 손훈
- 조항
- 이기흥
- 조석조
- 이일선
- 이향
- 백송
- 고만길
- 김미경
- 지방열
- 최성
- 전세권

## 기타
- 제작주임: 김인기
- 조명: 함완섭
- 스틸: 김찬영
- 스크립터: 오덕환
- 음향: 심재훈
- 음향: 최칠복
- 미술: 박석인
- 분장: 정철
- 감수: 유재한
- 소품: 전대준
- 진행: 박규원
- 진행: 최양정